# Club Nacional
Club Nacional este o echipă de fotbal din Asunción, Paraguay, fondată în 1904.

## Lotul actual
La 20 mai 2014.
| Nr. |           | Poziție | Jucător          |
| --- | --------- | ------- | ---------------- |
| 1   | Argentina | P       | Ignacio Don      |
| 2   | Paraguay  | F       | Angel Almiron    |
| 3   | Paraguay  | F       | Leonardo Cáceres |
| 4   | Paraguay  | F       | David Mendoza    |
| 5   | Paraguay  | F       | Marcos Miers     |
| 6   | Paraguay  | M       | Silvio Torales   |
| 7   | Paraguay  | A       | Julián Benítez   |
| 8   | Paraguay  | F       | Juan Argüello    |
| 9   | Paraguay  | A       | Benjamin Pedrozo |
| 10  | Paraguay  | M       | Hugo Lusardi     |
| 11  | Paraguay  | A       | Marco Prieto     |
| 12  | Paraguay  | F       | Ramón Coronel    |
| 13  | Paraguay  | M       | Hugo Cabrera     |
| 14  | Paraguay  | M       | Marcos Melgarejo |
| 15  | Paraguay  | F       | Raúl Piris       |

| Nr. |          | Poziție | Jucător             |
| --- | -------- | ------- | ------------------- |
| 16  | Paraguay | A       | Fredy Bareiro       |
| 17  | Paraguay | M       | Carlos Ruíz Peralta |
| 18  | Paraguay | M       | Derlis Orué         |
| 19  | Paraguay | M       | Nicolás Martínez    |
| 20  | Paraguay | M       | Luis Rodríguez      |
| 21  | Paraguay | M       | Sandino Sosa        |
| 23  | Paraguay | F       | Fabián Balbuena     |
| 24  | Paraguay | M       | Christian Melida    |
| 25  | Paraguay | P       | Oscar Agüero        |
| 28  | Paraguay | F       | Marcos Riveros      |
| 29  | Paraguay | A       | Julio Santa Cruz    |
| 30  | Paraguay | P       | Eduardo Giménez     |
| 32  | Paraguay | M       | Enrique Araújo      |
| 33  | Paraguay | A       | Elías Zimnavoda     |

## Internaționali importanți
Modesto Denis
Jose Miracca
Quinterio Olmedo
Melanio Baez
Atilio Lopez
Ramon Mayeregger
Florencio Amarilla
Francisco Alcaraz

## Antrenori
- Ever Hugo Almeida (1992)
- Daniel Raschle (1 iulie 2008–30 iunie 2009)
- Ever Hugo Almeida (1 iulie 2009–15 aprilie 2010)
- Juan Manuel Battaglia (1 aprilie 2010–Dec 31, 2011)
- Javier Torrente (Jan 1, 2012–19 aprilie 2012)
- Gustavo Morínigo (16 aprilie 2012–)

## Palmares
- Primera División (9): 1909, 1911 (neînvinsă), 1924, 1926, 1942, 1946, 2009 Clausura, 2011 Apertura, 2013 Apertura.
- División Intermedia (3): 1979, 1989, 2003